# Виборзьке намісництво
Ви́борзьке намі́сництво (рос. Выборгское наместничество) — адміністративно-територіальна одиниця в Російській імперії в 1783–1796 роках. Адміністративний центр — Виборг. Створене 1783 року на основі Виборзької губернії. Складалося з 6 повітів. 31 грудня 1796 року перетворене на Фінляндську губернію.

## Повіти
1. Вільманстрандський (Вільманстранд)
2. Виборзький (Виборг)
3. Кексгольмський (Кексгольм)
4. Нейшлотський (Нейшлот)
5. Сердобольський (Сердобол)
6. Фрідріхсгамський (Фрідріхсгам)

## Карти

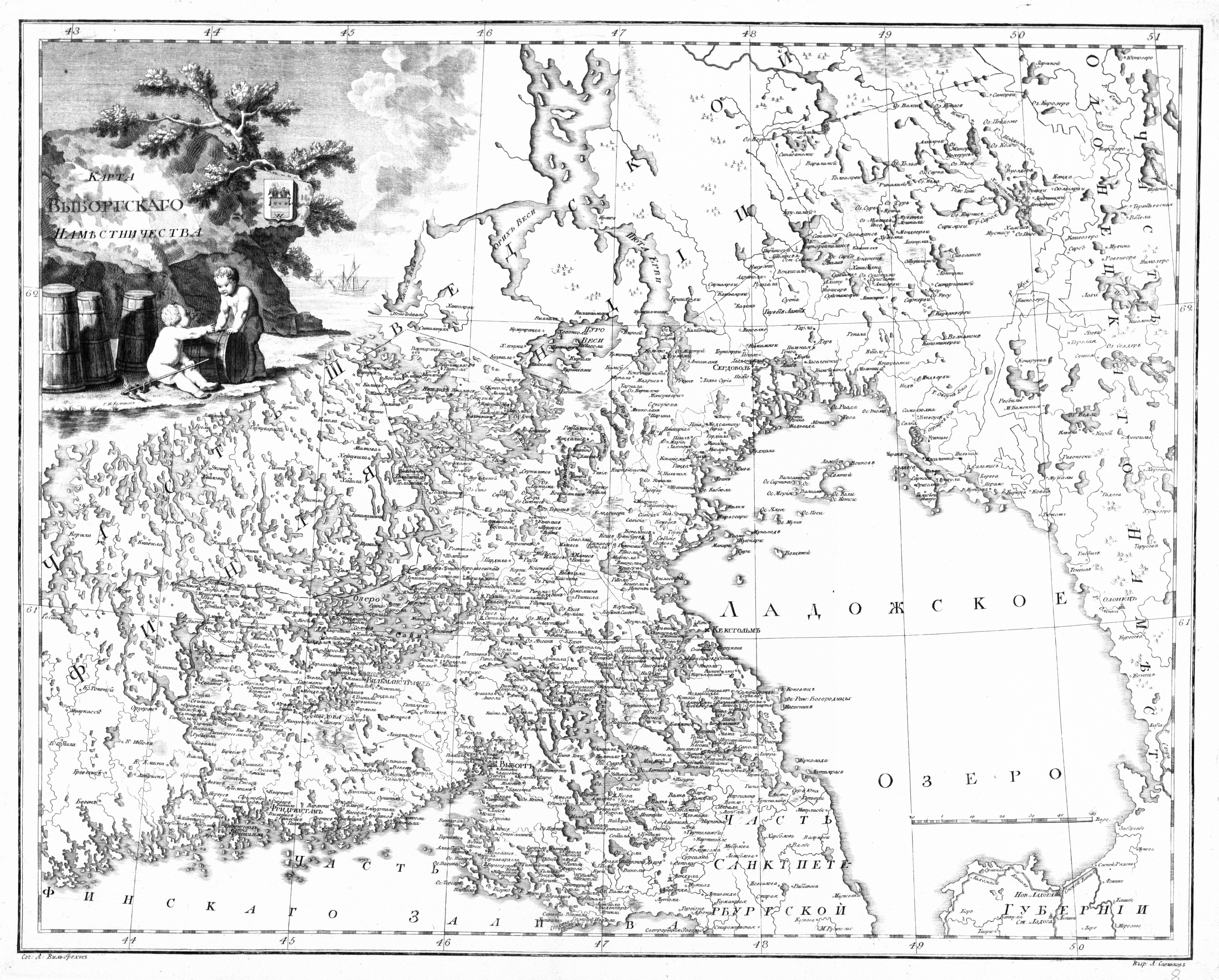
Російський атлас 1792
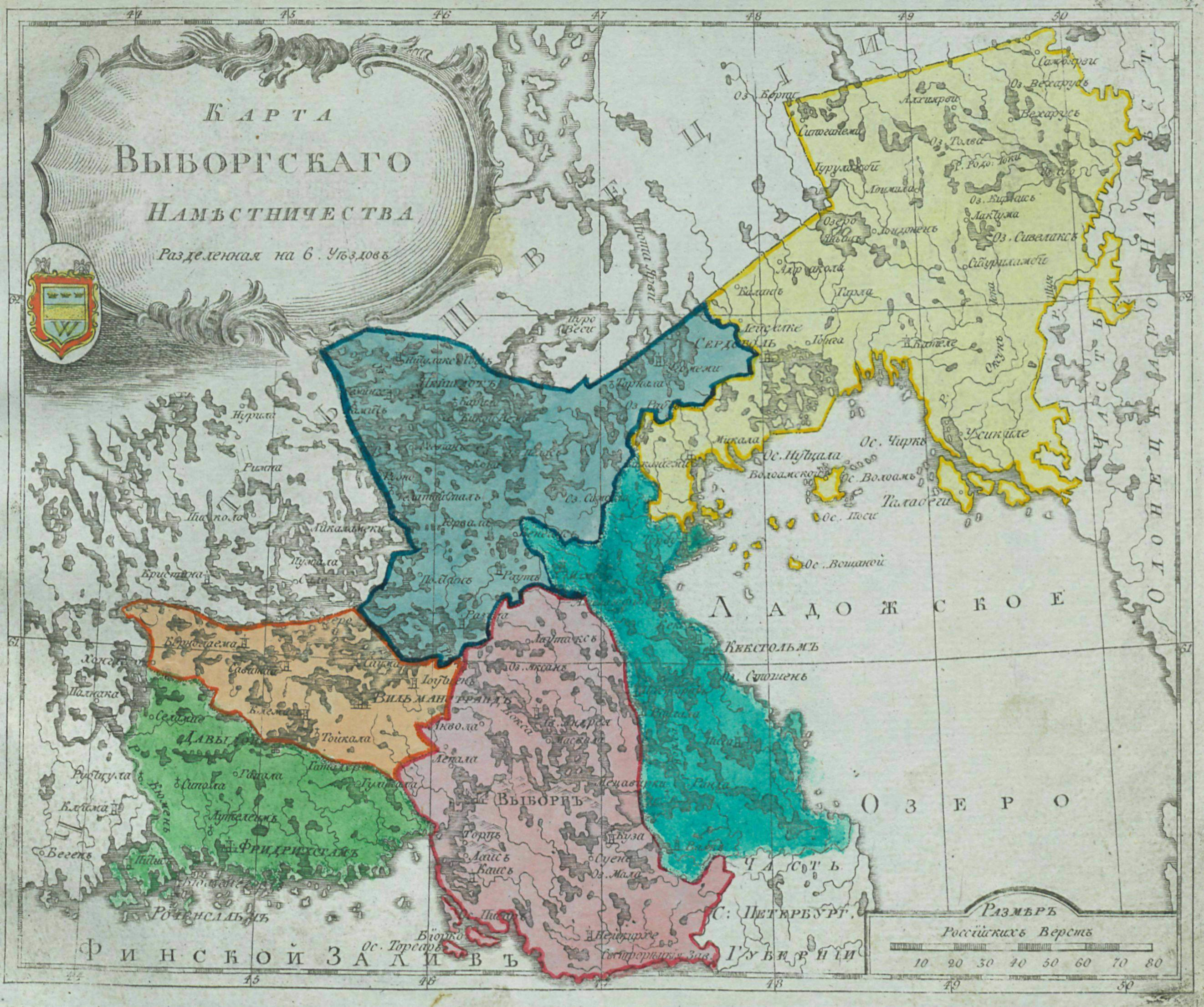
Атлас Російської імперії 1792
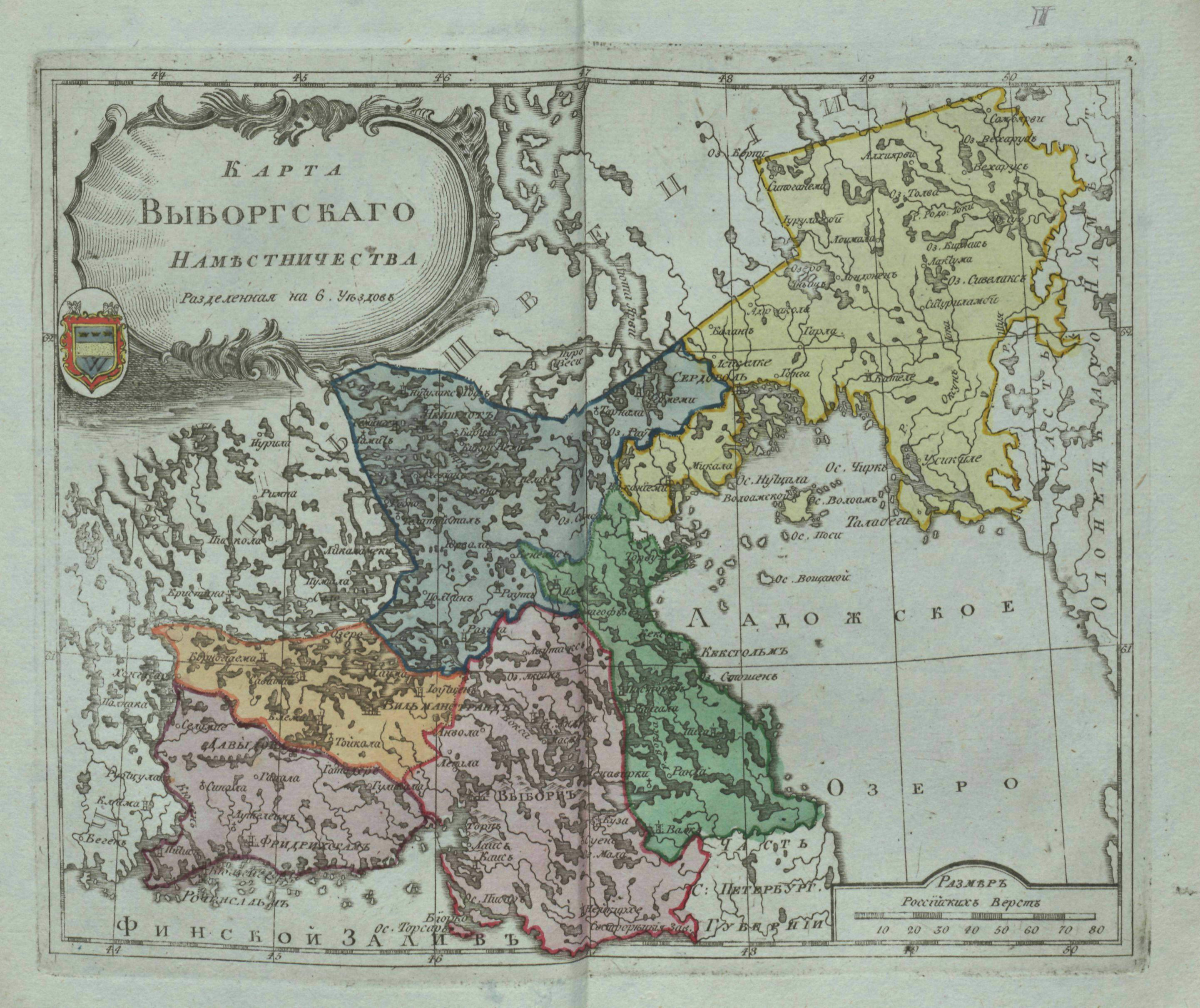
Атлас Російської імперії 1796